# Ліна Аль-Тарауне
Ліна Найель Аль-Тарауне (Катар, нар. 2000) — йордано-катарська кліматична активістка.

## Активізм
Ліна Аль-Тарауне має йорданське громадянство і народилася в Катарі. Проживає в Досі і вивчає медицину в Катарському університеті.
У 2015 році з батьками здійснила подорож на острів Аль-Хор, також відомий як Пурпурний острів, приблизно в 50 км на північ від Дохи. Там вона вперше побачила мангрові зарості. Їй запав у душу мальовничий і маловідомий у Катарі регіон та здивувала кількість сміття на острові. У жовтні 2016 року Аль-Тарауне подала заявку та виграла конкурс Harvard Social Innovation Collaborative Global Trailblazer. Програма дала п'ятьом молодим підприємцям з усього світу можливість презентувати свої ідеї на щорічному саміті Igniting Innovation Summit про соціальне підприємництво Гарвардського університету.
Зі старшою сестрою Діною Аль-Тарауне заснувала громадську організацію Green Mangroves у 2017 році. Отримавши грант 15 000 доларів США від Ford Motor Company у 2017 році, Ліна Аль-Тарауне придбала каяки, на яких організовують походи з прибиранням сміття.
ООН Academic Impact та Millennium Campus Network співпрацювали в рамках тримісячної програми Millennium Fellowship у 2020 році, під час якої 15 159 молодих лідерів подали заявки на участь у Класі 2020 року в 1458 кампусах у 135 країнах. 80 кампусів по всьому світу було відібрано для розміщення понад 1000 стипендіатів Millennium Fellows. Ліна Аль-Тарауне була обрана директоркою кампусу Університету Катару з Проєктом стипендій тисячоліття: The Sustainable Wardrobe (раніше: The Slow Wardrobe) щодо використання одягу з екологічної сировини. Вона власноруч шиє одяг з лляних тканин.
Аль-Тарауне однією із 26 молодих кліматичних активістів у всьому світі відзначена як #SolvingIt26 на конференції Youth4Climate COP26 в Мілані, що передувала 26-й Конференції ООН зі зміни клімату в Глазго в листопаді 2021 року.
Аль-Тарауне читає лекції, навчаючи життю без використання пластику, і продовжує працювати над ініціативою з одягом з екологічної сировини.